# Landesbank Baden-Wuerttemberg

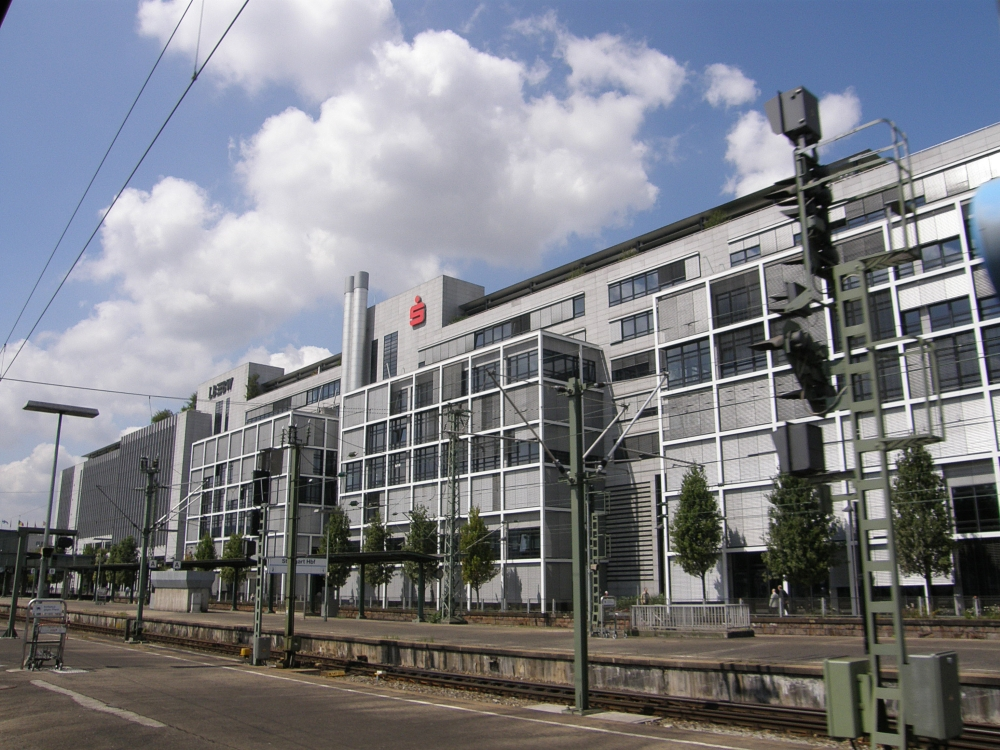

LBBW, Landesbank Baden-Wuerttemberg (федеральный банк земли Баден-Вюртемберг) — немецкий международный универсальный коммерческий банк. Входит в десятку крупнейших банков Германии, крупнейший земельный банк. Контролируется городом Штутгартом, земельными сберегательными кассами и землёй Баден-Вюртемберг.
Landesbank Baden-Wuerttemberg является крупнейшим государственным кредитором Германии.
LBBW включает в себя ритэйл банки Baden-Württembergische Bank (BW-Bank), Rheinland-Pfalz Bank и Sachsen Bank.
Банк располагает 160 филиалами и пунктами обслуживания на территории Германии и ещё 17 в других странах. LBBW также имеет очень широкую корреспондентскую сеть, включающую 2800 банков по всему миру.
Основные подразделения:
- Корпоративные клиенты — обслуживание малого и среднего бизнеса в Германии; выручка 642 млн, активы 59 млрд;
- Недвижимость и проекты — финансирование строительства жилой и офисной недвижимости, а также проектов развития транспортной и энергетической инфраструктуры в Европе и Северной Америке; выручка 388 млн, активы 31 млрд;
- Рынки капитала — инвестирование средств сберегательных банков и других финансовых институтов; выручка 708 млн, активы 145 млрд;
- Частные клиенты и сберегательные банки — услуги сберегательного банка в Штутгарте, а также банковские услуги крупным частным клиентам в других регионах Германии; выручка 534 млн, активы 38 млрд.

Около двух третей деятельности приходится на Германию, ещё 22 % приходится на другие страны Западной Европы, 7 % на Северную Америку, 3,5 % на Азиатско-Тихоокеанский регион.
Держателями акций банка являются:
- союз сберегательных касс Баден-Вюртемберга — 40,534 %,
- земля Баден-Вюртемберг — 24,988 %,
- Штутгарт — 18,932 %,
- общество Landesbeteiligungen Baden-Württemberg GmbH — 15,546 %.

LBBW является центральным банком среди сберегательных банков в Баден-Вюртемберге, Рейнланд-Пфальце и Саксоннии. BW-Bank выполняет функции сберегательного банка на территории земельной столицы — города Штутгарта.
Одними из основных клиентов LBBW являются такие крупные и известные компании как Mercedes-Benz, Porsche, BOSCH, Siemens, BOSS, TRUMPF и другие.
С 2006 года банк имеет представительство в России (Москва). Также представительства имеются в Торонто, Нью-Йорке, Мехико, Сан-Паулу, Лондоне, Люксембурге, Цюрихе, Вене, Стамбуле, Дубае, Мумбаи, Ташкенте, Пекине, Шанхае, Сеуле, Ханое, Сингапуре и Джакарте.

## Историческая справка
LBBW берет начало с 1818 года. Королева Катерина фон Вюртемберг по совету Иоганна Фридриха Котта создает в своей стране первый банк Württembergische Landessparkasse (LASPA). В 1975 году Этот банк слился с Girokasse Öffentliche Bank и Sparkasse Stuttgart, образовав Landesgirokasse (LG). Дальнейшее развитие банк получает в 1999 году посредством объединения Landesgirokasse (LG) с SudwestLB и коммерческим банком L-Bank. В июле 2008 года Rheinland-Pfalz банк был также присоединён к сформировавшейся группе LBBW.
LBBW активно участвовал в спекуляциях на американском рынке недвижимости и стал одной из жертв ипотечного кризиса.
Интерфакс (14.01.2014) отмечал, что «Сейчас банк находится не в лучшей форме, из-за помощи правительства ему приходится распродавать иностранные активы».
В 2014 году LBBW возглавляет рэнкинг Bloomberg по точности валютных прогнозов.

## Финансовые показатели
| Год                    | 2006   | 2007   | 2008   | 2009   | 2010   | 2011   | 2012   | 2013   | 2014   | 2015   | 2016   | 2017   | 2018   | 2019   | 2020   |
| ---------------------- | ------ | ------ | ------ | ------ | ------ | ------ | ------ | ------ | ------ | ------ | ------ | ------ | ------ | ------ | ------ |
| Активы (млрд €)        | 417,3  | 443,4  | 447,7  | 411,7  | 374,4  | 373,1  | 336,3  | 274,6  | 266,2  | 234,0  | 243,6  | 238    | 241    | 256,7  | 276,4  |
| Чистая прибыль (млн €) | 931    | 311    | −2112  | −1482  | -363   | 66     | 398    | 339    | 438    | 425    | 11     | 419    | 420    | 443    | 172    |
| Число сотрудников      | 11 999 | 12 303 | 13 369 | 13 630 | 13 061 | 12 231 | 11 642 | 11 308 | 11 117 | 11 120 | 10 839 | 10 326 | 10 017 | 10 005 | 10 121 |